# Yorktown
Yorktown es un pueblo ubicado en el condado de Delaware, Indiana, Estados Unidos. Tiene una población estimada, a mediados de 2021, de 11 562 habitantes.
Es parte del área metropolitana de Muncie. 

## Geografía
La localidad está ubicada en las coordenadas 40°10′55″N 85°30′29″O / 40.18194, -85.50806 (40.181891, -85.508155). Según la Oficina del Censo de los Estados Unidos, Yorktown tiene una superficie total de 83.32 km², de la cual 82.70 km² corresponden a tierra firme y 0.62 km² son agua.

## Demografía
Según el censo de 2020, en ese momento había 11 548 personas residiendo en Yorktown. La densidad de población era de 139.64 hab./km². El 90.22% de los habitantes eran blancos, el 1.93% eran afroamericanos, el 0.15% eran amerindios, el 2.47% eran asiáticos, el 0.07% eran isleños del Pacífico, el 0.60% eran de otras razas y el 4.56% eran de una mezcla de razas. Del total de la población, el 2.04% eran hispanos o latinos de cualquier raza.